# Rodolfo Pizarro
Rodolfo Gilbert Pizarro Thomas (Tampico, 15 februari 1994) is een Mexicaans voetballer die doorgaans als offensieve middenvelder speelt. Hij verruilde in februari 2020 CF Monterrey voor Inter Miami CF. Pizarro debuteerde in 2014 in het Mexicaans voetbalelftal.

## Clubcarrière
Pizarro is afkomstig uit de jeugd van CF Pachuca en maakte op 14 september 2012 zijn opwachting in het eerste elftal in de competitiewedstrijd tegen Monarcas Morelia. Op 28 februari 2015 volgde zijn eerste competitietreffer tegen Club Tijuana. In januari 2017 werd de middenvelder voor dertien miljoen euro verkocht aan reeksgenoot CD Guadalajara. Op 8 januari 2017 debuteerde Pizarro voor zijn nieuwe club tegen Pumas UNAM.

## Clubstatistieken
| Seizoen     | Club           | Competitie  | Competitie | Competitie | Beker | Beker | Internationaal | Internationaal | Totaal | Totaal |
| Seizoen     | Club           | Competitie  | Wed.       | Dlp.       | Wed.  | Dlp.  | Wed.           | Dlp.           | Wed.   | Dlp.   |
| ----------- | -------------- | ----------- | ---------- | ---------- | ----- | ----- | -------------- | -------------- | ------ | ------ |
| 2012/13     | CF Pachuca     | Liga MX     | 16         | 0          | 9     | 1     | —              | —              | 25     | 1      |
| 2013/14     | CF Pachuca     | Liga MX     | 39         | 0          | 3     | 0     | —              | —              | 42     | 0      |
| 2014/15     | CF Pachuca     | Liga MX     | 35         | 2          | 0     | 0     | 4              | 0              | 39     | 2      |
| 2015/16     | CF Pachuca     | Liga MX     | 37         | 6          | 4     | 1     | —              | —              | 41     | 7      |
| 2016/17     | CF Pachuca     | Liga MX     | 7          | 0          | 0     | 0     | 0              | 0              | 7      | 0      |
| Club totaal | Club totaal    | Club totaal | 134        | 8          | 16    | 2     | 4              | 0              | 154    | 10     |
| 2016/17     | CD Guadalajara | Liga MX     | 16         | 6          | 2     | 1     | —              | —              | 18     | 7      |
| 2017/18     | CD Guadalajara | Liga MX     | 29         | 7          | 3     | 0     | 8              | 1              | 40     | 8      |
| Club totaal | Club totaal    | Club totaal | 45         | 13         | 5     | 1     | 8              | 1              | 58     | 15     |
| 2018/19     | CF Monterrey   | Liga MX     | 30         | 6          | 1     | 0     | 8              | 1              | 39     | 7      |
| Club totaal | Club totaal    | Club totaal | 30         | 6          | 1     | 0     | 8              | 1              | 39     | 7      |

Bijgewerkt op 24 juni 2019

## Interlandcarrière
Pizarro debuteerde op 29 januari 2014 in het Mexicaans voetbalelftal, in een oefeninterland tegen Zuid-Korea. Zijn tweede interland volgde op 10 september 2016 tegen Bolivia. Pizarro maakte deel uit van de Mexicaanse ploeg op de Gold Cup 2017 en de Gold Cup 2019.